# Rwais
 (mars 2024).
Si vous disposez d'ouvrages ou d'articles de référence ou si vous connaissez des sites web de qualité traitant du thème abordé ici, merci de compléter l'article en donnant les références utiles à sa vérifiabilité et en les liant à la section « Notes et références ».
Les Rwais sont des artistes spécialisés dans la musique et les chants traditionnels berbères au Maroc. Ils perpétuent une tradition musicale ancrée dans la culture berbère, utilisant des instruments traditionnels tels que le bendir, le taarija, le luth et la flûte pour s'accompagner.
Les chants des Rwais reflètent des thèmes variés de la vie quotidienne, de l'amour, de la nature et de la culture berbère.